# Lexicon technicum

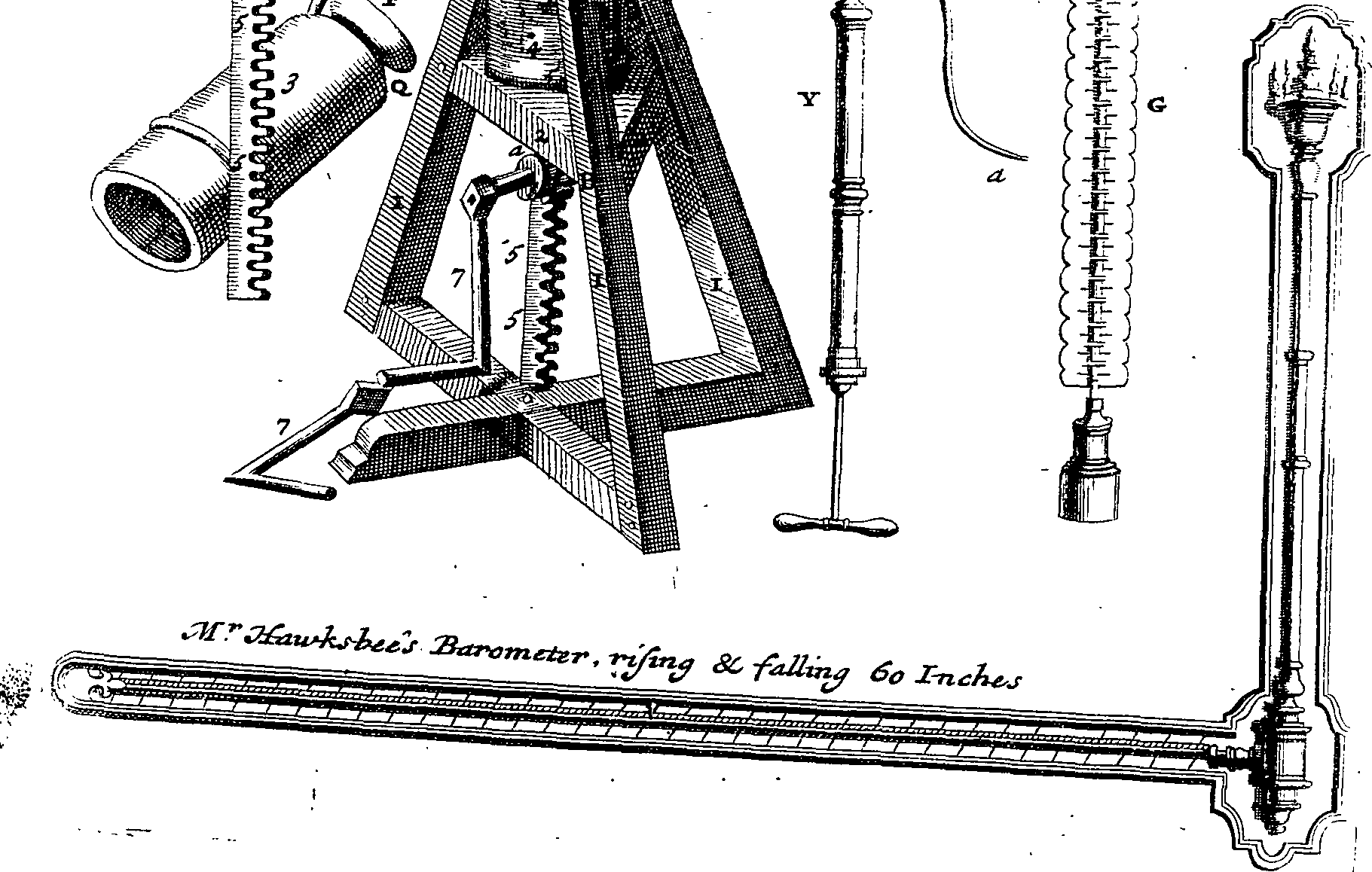

Lexicon technicum és el títol abreujat de l'enciclopèdia de John Harris, considerada la primera obra d'aquestes característiques en llengua anglesa.
En 1704, John Harris publica un llibre de titulació Lexicon Technicum: or an Universal English Dictionary of Arts and Sciences (Lexicon Technicum: o, un diccionari anglès universal d'arts i ciències).
Com el seu nom indica, John Harris el considerava un "diccionari d'arts i ciències", però era més que això. Per la manera en va tractar els temes, i pel format que tenia, és considerat avui dia, com la primera d'una sèrie d'Enciclopèdies modernes, antecedida per Etimologies de Sant Isidor (1470), i antecessor de les enciclopèdies modernes, com Cyclopaedia d'Ephraim Chambers (1728), L'Encyclopédie de Denis Diderot (1750), i Enciclopèdia Britànica (1768).
La primera edició tenia 4 plaques, 1.220 pàgines i molts diagrames i figures. El seu suposat avantatge sobre els diccionaris francesos d'arts i ciències era que contenia una explicació no només dels termes utilitzats en les arts i les ciències, sinó també de les arts i les ciències mateixes.
En la segona edició apareix:
- "La primera enciclopèdia anglesa amb les entrades disposades en ordre alfabètic"
- "Sembla ser el primer diccionari tècnic en qualsevol idioma".
- Inclou articles sobre la llei, l'església, matemàtiques, ciència, i tecnologia, incloent-hi taules logarítmiques, trigonomètriques, i astronòmiques.[2]

Un segon volum de 1419 pàgines i quatre plaques s'edita en 1710. John Harris intenta que aquest segon volum serveixi com una petita biblioteca matemàtica. Gran part d'aquest consisteix en taules matemàtiques i astronòmiques. Sir Isaac Newton li va permetre imprimir el seu tractat sobre els àcids. En aquest segon volum apareix una taula de logaritmes amb 7 decimals (44 pàgines), i una de pits, tangents i secants (120 pàgines), una llista de llibres de 2 pàgines, i un índex d'articles en els dos volums amb 26 encapçalats ocupant 50 pàgines. La llista més llarga era de lleis (1700 articles), cirurgia, anatomia, geometria, fortificació, botànica i música. La part matemàtica i física és considerada molt bona. Harris freqüentment esmenta les seves fonts i mostra llista de llibres en un particular subjecte, com botànica i cronologia.
Lexicon Technicum va ser molt popular. La 5a edició va ser publicada en 1736 amb 2 volums.
Un suplement, que no incloïa nous temes apareix en 1744, contenint 996 pàgines i 6 plaques. Va intentar rivalitzar amb el treball d'Ephraim Chambers, però no va ser ben rebut pel públic lector.